# 斯雷姆
斯雷姆（匈牙利语：Szerémség）是位于欧洲潘诺尼亚平原萨瓦河和多瑙河之间的一片肥沃土地，东部属于塞尔维亚，西部属于克罗地亚。
斯雷姆的大部分位于塞尔维亚伏伊伏丁那省的斯雷姆区和南巴奇卡区。一小部分在新贝尔格莱德、泽蒙和苏尔钦周围，是中塞尔维亚的一部分。斯雷姆的西部位于克罗地亚东部武科瓦尔-斯雷姆县。